# 耶爾喬角

耶爾喬角（英語：Cape Yelcho）是南極洲的海岬，位於南設得蘭群島的象島西北端，處於懷爾德角附近，由英國探險隊命名，現時由南極條約體系管理。